# HD 62902
HD 62902，又名BD-06 2281，SAO 135079、HR 3014，是一颗恒星，视星等为5.49，位于銀經225.31，銀緯8.9，其B1900.0坐标为赤經7h 41m 8.5s，赤緯-6° 8.9′ 36″。